# Lista de cidades por taxa de homicídios
A seguir, encontram-se as 50 cidades com maior índice de homicídios do mundo, contando apenas cidades que não estão em guerra e que possuem pelo menos 300 000 habitantes.
| Ranking | Cidade                         | País           | Homicídios (2020) | População (2020) | Homicídios por 100 000 hab. por ano |
| ------- | ------------------------------ | -------------- | ----------------- | ---------------- | ----------------------------------- |
| 1       | Celaya                         | México         | 699               | 639 052          | 109,3                               |
| 2       | Tijuana                        | México         | 2 155             | 2 049 413        | 105,15                              |
| 3       | Ciudad Juárez                  | México         | 1 567             | 1 512 450        | 103,61                              |
| 4       | Obregón                        | México         | 309               | 305 539          | 101,13                              |
| 5       | Irapuato                       | México         | 823               | 866 370          | 94,99                               |
| 6       | Ensenada                       | México         | 402               | 443 807          | 90,58                               |
| 7       | St. Louis                      | Estados Unidos | 264               | 300 576          | 87,83                               |
| 8       | Uruapan                        | México         | 259               | 356 786          | 72,59                               |
| 9       | Feira de Santana               | Brasil         | 418               | 619 609          | 67,46                               |
| 10      | Cidade do Cabo                 | África do Sul  | 2 947             | 4 604 986        | 64,00                               |
| 11      | Cumaná                         | Venezuela      | 225               | 360 436          | 62,42                               |
| 12      | Fortaleza                      | Brasil         | 2 491             | 2 687 000        | 62,28                               |
| 13      | Mossoró                        | Brasil         | 187               | 300 618          | 62,21                               |
| 14      | Ciudad Guayana                 | Venezuela      | 471               | 758 490          | 62,10                               |
| 15      | Zacatecas                      | México         | 214               | 361 347          | 59,22                               |
| 16      | Baltimore                      | Estados Unidos | 335               | 593 490          | 56,45                               |
| 17      | Kingston                       | Jamaica        | 643               | 1 180 771        | 54,46                               |
| 18      | Acapulco                       | México         | 422               | 779 566          | 54,13                               |
| 19      | Caracas                        | Venezuela      | 1 417             | 2 682 801        | 52,82                               |
| 20      | Vitória da Conquista           | Brasil         | 179               | 341 128          | 52,47                               |
| 21      | Nova Orleães                   | Estados Unidos | 202               | 390 144          | 51,78                               |
| 22      | Port Elizabeth                 | África do Sul  | 621               | 1 213 060        | 51,19                               |
| 23      | Maturín                        | Venezuela      | 254               | 497 723          | 51,03                               |
| 24      | Memphis                        | Estados Unidos | 332               | 651 073          | 50,99                               |
| 25      | Culiacán                       | México         | 472               | 955 340          | 49,41                               |
| 26      | Cuernavaca                     | México         | 436               | 896 688          | 48,62                               |
| 27      | Morelia                        | México         | 403               | 849 053          | 47,46                               |
| 28      | Salvador                       | Brasil         | 1 852             | 2 886 000        | 46,80                               |
| 29      | Detroit                        | Estados Unidos | 327               | 713 898          | 45,80                               |
| 30      | Distrito Central (Tegucigalpa) | Honduras       | 569               | 1 276 738        | 44,57                               |
| 31      | Durban                         | África do Sul  | 1 727             | 3 981 205        | 43,38                               |
| 32      | Chihuahua                      | México         | 402               | 937 674          | 42,87                               |
| 33      | Rio Branco                     | Brasil         | 173               | 413 418          | 41,85                               |
| 34      | San Pedro Sula                 | Honduras       | 330               | 801 259          | 41,19                               |
| 35      | Colima                         | México         | 135               | 328 471          | 41,10                               |
| 36      | Maceió                         | Brasil         | 404               | 1 025 360        | 39,40                               |
| 37      | Recife                         | Brasil         | 1 549             | 4 023 725        | 38,50                               |
| 38      | San Juan                       | Porto Rico     | 120               | 318 441          | 37,68                               |
| 39      | Cali                           | Colômbia       | 987               | 2 627 939        | 37,56                               |
| 40      | Johannesburgo                  | África do Sul  | 2 182             | 5 866 550        | 37,19                               |
| 41      | Barquisimeto                   | Venezuela      | 402               | 1 095 161        | 36,71                               |
| 42      | Caruaru                        | Brasil         | 133               | 365 278          | 36,41                               |
| 43      | Cúcuta                         | Colômbia       | 325               | 861 000          | 37,75                               |
| 44      | Cancún                         | México         | 331               | 911 503          | 36,31                               |
| 45      | Ciudad Victoria                | México         | 124               | 349 688          | 35,46                               |
| 46      | Natal                          | Brasil         | 475               | 1 353 713        | 35,46                               |
| 47      | León                           | México         | 697               | 1 987 335        | 35,07                               |
| 48      | Teresina                       | Brasil         | 302               | 868 075          | 34,79                               |
| 49      | Minatitlán                     | México         | 109               | 314 348          | 34,67                               |
| 50      | Valencia                       | Venezuela      | 448               | 1 292 985        | 34,65                               |

## Por País
| País           | Número de cidades |
| -------------- | ----------------- |
| México         | 18                |
| Brasil         | 11                |
| Venezuela      | 6                 |
| Estados Unidos | 5                 |
| África do Sul  | 4                 |
| Honduras       | 2                 |
| Colômbia       | 2                 |
| Jamaica        | 1                 |
| Porto Rico     | 1                 |